# Eduardo Vidal Valenciano
Eduardo Vidal y Valenciano (Villafranca del Panadés, 1838 - Barcelona, 1899) fue un escritor, dramaturgo y político español. Autor de numerosas obras, llegaría a ser miembro de la Academia de Buenas Letras de Barcelona. Fue el primero en acuñar (en 1864) el término Renaixença.

## Biografía
Nació en Villafranca del Panadés en 1838. Realizó estudios de ingeniería, si bien a causa de una temprana miopía se vería obligado a abandonarlos. Se dedicó, en cambio, a las letras. Desde temprana edad había participado en tertulias literarias.
Fue autor dramático y libretista de zarzuelas. En 1898 ingresó como miembro de la Academia de Buenas Letras de Barcelona. Militó en el Partido Republicano de Emilio Castelar. Su hermano Cayetano fue también escritor.
Vidal y Valenciano ha sido catalogado, junto a Manuel Angelón o Víctor Balaguer, dentro del grupo de dramaturgos que buscaron elevar al teatro catalán a la categoría propia de las «literaturas cultas». Falleció en Barcelona en 1899.
En la actualidad tiene dedicada una calle en Barcelona.

## Obra dramática
1864
- Qui tot ho vol tot ho perd o la festa de l'ermita
- Un beneit de Jesucrist
- A boca tancada...

1865
- Antany i enguany
- Tal faràs, tal trobaràs
- Tal hi va que no s'ho creu
- Tants caps, tants barrets

1866
- L'ase d'en Mora
- Cada u per on l'enfila
- Maria!

1867
- La virtut i la consciència

1868
- Qui juga, no dorm
- Paraula és paraula

1869
- El virolet de Sant Guim

1870
- La gran sastressa de Midalvent
- Pot més qui piula

1871
- La masovera
- La formosa Magdalena
- Por ir de pesca
- A sort i a ventura

1872
- De Barcelona al Parnàs
- Dos milions

1873
- Les campanetes
- Un pobre diable
- Por ir de pesca

1874
- El somni daurat
- La manescala
- La criada

1875
- Micos
- Joc de nois

1878
- La guardiola

1879
- El cuchillo de plata

1881
- El registro de la policía

1883
- Sor Teresa o el claustro y el mundo

1884
- La taverna

1885
- María Antonieta, reina de Francia